# Paul Cabanis
Pour les articles homonymes, voir Cabanis.
Paul Cabanis est un médecin et une personnalité politique français de la IIIe République né le 9 novembre 1892 à Sumène dans le département français du Gard et décédé le 26 février 1944 à Beaune-la-Rolande, dans le Loiret.
Au cours de sa carrière politique, il exerce des fonctions de conseiller municipal, maire, conseiller général et député et est titulaire de la Croix de guerre 1914-1918 et la médaille de la Résistance.

## Biographie
Paul Cabanis est né le 9 novembre 1892 à Sumène dans le Gard.
Il suit des études de médecine, mais, alors en internat, à l'âge de 23 ans, la Première Guerre mondiale débute. Il est affecté en tant que médecin auxiliaire au 817e régiment d'infanterie. Ses services lui valent la croix de guerre.
En 1926, il s'établit à Beaune-la-Rolande, commune du nord du département du Loiret située dans la région naturelle du Gâtinais.
Investi en politique, il milite parallèlement au parti républicain, radical et radical-socialiste. Sous cette étiquette, il est élu conseiller municipal de sa commune le 8 mai 1929, deuxième adjoint le 9 décembre 1929, premier adjoint le 1er mars 1930 puis conseiller général du canton de Beaune-la-Rolande en 1931,.
En 1935, il devient maire de Beaune-la-Rolande et, la même année, il est élu député dans la circonscription de Pithiviers à l'occasion d'une élection législative partielle consécutive au décès du député sortant Henri Chevrier. Il est réélu à la suite des élections législatives 1936 lors de la victoire électorale du Front populaire. Son activité parlementaire est réduite.
Au début de la Seconde Guerre mondiale, il ne prend pas part au vote sur la remise des pleins pouvoirs au Maréchal Pétain le 10 juillet 1940. Se retirant à Beaune-la-Rolande, il s'y consacre à son métier de médecin et à ses fonctions de maire, fonctions qu'il abandonne sous la pression de l'occupant allemand le 1er août 1942. Il décède à Beaune-la-Rolande le 26 février 1944 des suites d'une embolie pulmonaire à l'âge de 51 ans après avoir participé à la Résistance intérieure française,. Ses obsèques sont célébrées le 1er mars 1944.

## Hommages
Le 19 novembre 1944, une rue de Beaune-la-Rolande est baptisée Avenue Paul Cabanis.
Il obtient le 6 septembre 1945, à titre posthume, la médaille de la Résistance française.
Le 28 septembre 1947, une journée est organisée à Beaune-la-Rolande afin de rendre hommage à Paul Cabanis. Un buste du sculpteur français René Iché le représentant et disposé dans la cour de l’hôpital est inauguré par le président de la chambre des députés Édouard Herriot.
Le centre hospitalier de Beaune-la-Rolande porte également son nom.